# سراکاپریولا
سراکاپریولا (به ایتالیایی: Serracapriola) یک کومونه در ایتالیا است که در استان فوجا واقع شده‌است. سراکاپریولا ۱۴۳٫۰۶ کیلومتر مربع مساحت و ۴٬۰۳۹ نفر جمعیت دارد و ۲۷۲ متر بالاتر از سطح دریا واقع شده‌است.